# Eucalybites aureola
Eucalybites aureola är en fjärilsart som beskrevs av Tosio Kumata 1982. Eucalybites aureola ingår i släktet Eucalybites och familjen styltmalar. Inga underarter finns listade i Catalogue of Life.